# Jean Laporte (ingénieur)
Pour les articles homonymes, voir Jean Laporte et Laporte.
Jean Laporte (16 février 1859 à Préchac - 11 décembre 1933 à Duclair) est un ingénieur naval français.

## Biographie
Il est né à Préchac en Gironde le 16 février 1859, il est fils unique et perd sa mère à la naissance. Il sera élevé par son oncle à Bordeaux et à Paris.
Il entre à l'École nationale supérieure d'arts et métiers d'Angers en 1875, dont il est diplômé en 1877.
En 1877, il devient diplômé de l'École Centrale des Arts et Manufactures de Paris avec une spécialisation en construction maritime.  Il sort major de la promotion 1880. En 1884, il est vice-président de la Société industrielle de Rouen.
Ensuite, il travaille pour les chantiers Claparède situés à Saint-Denis, d'où il est envoyé au Petit-Quevilly. Après la fermeture du site en 1886, il retourne à Saint-Denis puis à Paris pour le compte des Chantiers de la Loire.
En 1891, il arrive sur les sites nantais de ces chantiers navals.
En 1893, il retourne près de Rouen. C'est la grande aventure des Chantiers de Normandie.
Président fondateur, il engage sa fortune personnelle et réussit, sous sa direction, à sortir 17 navires dont les plus célèbres sont :
le Quevilly, le Louis Pasteur, l' Europe et l' Asie.
Par la suite, il part dans les Bouches-du-Rhône fonder les Chantiers et Ateliers de Provence à Port-de-Bouc où il terminera sa carrière en 1923.
Au total, il construisit plus de 120 unités de flotte de commerce et 50 unités de flotte d'État.
Il écrivit plusieurs ouvrages sur différents ports français.
Il déposa plusieurs brevets dont celui de la construction d'un sas à écluse.
Il prend sa retraite en 1923 en Normandie. En 1924, il devient maire de Duclair où il meurt en 1933.

## Distinctions
- Chevalier de la Légion d'honneur (1928)[1].

## Sources
- Jean Laporte, fondateur des chantiers de Normandie